# جيمس فيرغسون (ضابط)
جيمس فيرغسون (بالإنجليزية: James Ferguson)‏ هو ضابط أمريكي، ولد في 13 أغسطس 1913 في إزمير في تركيا، وتوفي في 13 يوليو 2000 في فينيس، فلوريدا في الولايات المتحدة.